# Malogava rostrata
Malogava rostrata är en insektsart som beskrevs av Alexander Fyodorovich Emeljanov 2008. Malogava rostrata ingår i släktet Malogava och familjen Dictyopharidae. Inga underarter finns listade i Catalogue of Life.